# Michael Gruber (Politiker, 1877)
Michael Gruber (* 30. Januar 1877 in Guntersdorf, Niederösterreich; † 19. März 1964 ebenda) war ein österreichischer Bauer und christlichsozialer Politiker.

## Leben
Nach dem Besuch der Volksschule arbeitete Gruber als Bauer. Von 1925 bis 1938 war er Bürgermeister von Guntersdorf. Im österreichischen Nationalrat vertrat er die Christlichsoziale Partei vom 8. März 1928 bis zum 1. Oktober 1930. Von 1945 bis 1950 bekleidete er erneut das Amt des Bürgermeisters von Guntersdorf.